# 104. oklepni konjeniški polk (ZDA)
Za druge 104. polke glejte 104. polk.
104. oklepni konjeniški polk (izvirno angleško 104th Armored Cavalry Regiment) je bil oklepni konjeniški polk Kopenske vojske Združenih držav Amerike.

## Odlikovanja
- Meritorious Unit Commendation